# پارک ملی سیلنتو، والو دی دیانو و آلبورنی
پارک ملی سیلنتو، والو دی دیانو و آلبورنی (ایتالیایی Parco Nazionale del Cilento, Vallo di Diano e Alburni) یک پارک ملی در استان سالرنو، در کامپانیا در جنوب ایتالیا است که شامل Cilento , Vallo di Diano و Monti Alburni است. این پارک در سال ۱۹۹۱ تأسیس شد و قبلاً به نام Parco Nazionale del Cilento e Vallo di Diano شناخته می‌شد.

## تاریخ
این پارک به‌طور رسمی در ۶ دسامبر ۱۹۹۱ برای محافظت از در برابر گمانه‌زنی‌های ساختمانی و گردشگری انبوه تأسیس شد. در سال ۱۹۹۸ به میراث جهانی یونسکو تبدیل شد

## جغرافیا
قلمرو پارک ملی یکی از بزرگ‌ترین پارک‌های ایتالیاست